# Operalia
Operalia ist ein jährlich stattfindender internationaler Gesangswettbewerb für junge Opernsänger. Der Wettbewerb wurde 1993 von Plácido Domingo ins Leben gerufen.

## Der Preis
Teilnahmeberechtigt sind Sänger aller Stimmlagen im Alter von 18 bis 32 Jahren.
Jährlich langen rund 1000 Bewerbungen ein, aus denen eine dreiköpfige Fachjury vierzig Bewerber auswählt und zum Wettbewerb einlädt, welcher jedes Jahr in einer anderen Stadt ausgetragen wird. Die vierzig Kandidaten präsentieren in einer ersten Runde vor einer zehnköpfigen Fachjury jeweils zwei frei gewählte Opernarien aus einer Liste von vier eingereichten Arien. Kandidaten für den Zarzuela-Preis präsentieren darüber hinaus eine Zarzuela. Aus diesen vierzig Kandidaten werden zwanzig für das Halbfinale ausgewählt, in dem die Kandidaten eine von der Jury gewählte Arie vortragen. Aus den zwanzig Kandidaten werden von der Jury zehn Kandidaten für das Finale ermittelt. Die Viertel- und Halbfinal-Runden werden von einem Korrepetitor begleitet, das Finale findet im Rahmen eines Galakonzertes mit Orchester unter der Leitung von Plácido Domingo statt, der auch der zehnköpfigen Fachjury als nicht stimmberechtigtes Mitglied vorsteht.
Neben erstem, zweitem und drittem Preis werden auch Zarzuela-Preis, Publikumspreis, Birgit-Nilsson-Preis und CulturArte-Preis vergeben, welche 2015 jeweils mit einem Preisgeld von 10.000 bis 30.000 US-Dollar dotiert sind.
Die Auflage 2020 wurde aufgrund der COVID-19-Pandemie auf 2021 verschoben.

## Preisträger (Auswahl)
- 1993 (Paris):
  - Inva Mula, Gewinner
  - Kwangchul Youn, Gewinner
  - Nina Stemme, Gewinner
- 1994 (Mexiko-Stadt):
  - Oxana Arkaeva, Gewinner
  - Brian Asawa, Gewinner
  - José Cura, Gewinner und Publikumspreis
- 1998 (Hamburg):
  - Erwin Schrott, erster Preis und Publikumspreis
  - Joyce DiDonato, zweiter Preis
- 1999 (Puerto Rico):
  - Rolando Villazón, zweiter Preis, Publikumspreis und Zarzuela-Preis
  - Joseph Calleja, CulturArte-Preis
  - Vitalij Kowaljow, CulturArte-Preis
- 2000 (Los Angeles):
  - Isabel Bayrakdarian, erster Preis
- 2002 (Paris):
  - Carmen Giannattasio, erster Preis
  - Stéphane Degout, zweiter Preis
- 2004 (Los Angeles):
  - Dmitry Korchak, vierter Preis und Zarzuela-Preis
- 2005 (Madrid):
  - Diogenes Randes, zweiter Preis
  - Kinga Dobay, Zarzuela-Preis
- 2007 (Paris):
  - David Bižić, zweiter Preis
  - Olga Peretyatko, zweiter Preis
- 2008 (Québec):
  - Joel Prieto, erster Preis, Zarzuela-Preis und CulturArte-Preis
- 2009 (Pécs/Budapest):
  - Julija Nowikowa, erster Preis und Publikumspreis
  - Arnold Rutkowski, CulturArte-Preis
- 2010 (Mailand):
  - Ștefan Pop, erster Preis und Publikumspreis
  - Sonya Yoncheva, erster Preis und CulturArte-Preis
- 2011 (Moskau):
  - Pretty Yende, erster Preis, Zarzuela-Preis und Publikumspreis
- 2012 (Peking):
  - Guanqun Yu, zweiter Preis
- 2013 (Verona):
  - Aida Garifullina, erster Preis
  - Vladimir Dmitruk, CulturArte-Preis
- 2014 (Los Angeles):
  - Rachel Willis-Sørensen, erster Preis, Zarzuela-Preis und Birgit-Nilsson-Preis[4]
- 2015 (London):
  - Ioan Hotea, erster Preis und Zarzuela-Preis
  - Lise Davidsen, erster Preis, Birgit-Nilsson-Preis und Publikumspreis[5]
- 2016 (Guadalajara, Mexiko):
  - Keon Woo Kim, erster Preis und Publikumspreis
  - Elsa Dreisig, erster Preis
  - Elena Stikhina, Publikumspreis
  - Juan Carlos Heredia, Zarzuela-Preis
  - Bogdan Volkov, zweiter Preis
  - Olga Kulchinskaya, dritter Preis[6][7]
- 2017 (Astana, Kasachstan)[8]
  - Adela Zaharia, erster Preis und Zarzuela-Preis
  - Levy Sekgapane, erster Preis
  - Marco Ciaponi, Zarzuela-Preis
  - Oksana Sekerina, Birgit-Nilsson-Preis
  - Boris Prýgl, Birgit-Nilsson-Preis
  - Maria Mudryak, Publikumspreis
  - Leon Kim, Publikumspreis
  - Sooyeon Lee, CulturArte-Preis
- 2018 (Lissabon, Portugal)
  - Emily D’Angelo, erster Preis, Zarzuela-Preis, Birgit-Nilsson-Preis, Pepita-Embil-Preis und Publikumspreis[9][10]
  - Pawel Petrow, erster Preis und Zarzuela-Preis
  - Luis Gomes, Zarzuela-Preis
  - Samantha Hankey, zweiter Preis
  - Migran Agadzhanyan, zweiter Preis
  - Rihab Chaieb, dritter Preis
  - Arseny Yakovlev, dritter Preis
  - Josy Santos, CulturArte-Preis
- 2019 (Prag, Tschechien)[11]
  - Erster Preis: Adriana Gonzalez, Xabier Anduaga
  - Zweiter Preis: Maria Kataeva, Gihoon Kim
  - Dritter Preis: Christina Nilsson, Aryeh Nussbaum Cohen
  - Birgit Nilsson Preis: Felicia Moore, Christina Nilsson
  - The Pepita Embil Prize of Zarzuela: Adriana Gonzalez
  - The Don Plácido Domingo Ferrer Prize of Zarzuela: Xabier Anduaga
  - Publikumspreis: Maria Kataeva, Gihoon Kim
  - CulturArte Prize: Anna Shapovalova
- 2020: Aufgrund der COVID-19-Pandemie auf 2021 verschoben[3]
- 2021 (Bolschoi-Theater, Moskau, Russland)[12]
  - Erster Preis: Victoria Karkacheva, Ivan Ayon-Rivas
  - Zweiter Preis: Mané Galoyan, Bekhzod Davronov, Jonah Hoskins
  - Dritter Preis: Emily Pogorelc, Dmitry Cheblykov, Jusung Park
  - Birgit Nilsson Preis: Victoria Karkacheva
  - The Pepita Embil Prize of Zarzuela: Mané Galoyan
  - The Don Plácido Domingo Ferrer Prize of Zarzuela: Ivan Ayon-Rivas
  - Rolex Prize of the Audience: Mané Galoyan, Ivan Ayon-Rivas
  - CulturArte Prize: Ekaterina Sannikova
- 2022 (Lettische Nationaloper, Riga)[13]
  - Erster Preis: Juliana Grigoryan, Anthony León
  - Zweiter Preis: Serena Sáenz, Duke Kim, Nils Wanderer
  - Dritter Preis: Maire Therese Carmack, Youngjun Park, Jongwon Han
  - Birgit Nilsson Preis: Serena Sáenz
  - The Pepita Embil Prize of Zarzuela: Serena Sáenz
  - The Don Plácido Domingo Ferrer Prize of Zarzuela: Anthony León
  - Rolex Prize of the Audience: Juliana Grigoryan, Youngjun Park
  - CulturArte Prize: Anthony Ciaramitaro
- 2023 (Cape Town Opera, Kapstadt, Südafrika)[14]
  - Erster Preis: Julie Roset, Stephano Park
  - Zweiter Preis: Eugénie Joneau, Luke Sutliff
  - Dritter Preis: Elena Villalón, Navasard Hakobyan
  - Birgit Nilsson Preis: Eugénie Joneau
  - The Pepita Embil Prize of Zarzuela: Eugénie Joneau
  - The Don Plácido Domingo Ferrer Prize of Zarzuela: Navasard Hakobyan
  - Rolex Prize of the Audience: Elena Villalón, Taehan Kim
  - CulturArte Prize: Nombulelo Yende
- 2024 (National Centre for the Performing Arts (NCPA), Mumbai, Indien)[15]
  - Erster Preis: Kathleen O’Mara, Le Bu
  - Zweiter Preis: Elmina Hasan, Angel Romero
  - Dritter Preis: Sun-Ly Pierce, Meridian Prall, Polina Shabunina, Vladislav Chizhov
  - Birgit Nilsson Preis: Kathleen O’Mara, Le Bu
  - The Pepita Embil Prize of Zarzuela: Elmina Hasan
  - The Don Plácido Domingo Ferrer Prize of Zarzuela: Angel Romero
  - Rolex Prize of the Audience: Elmina Hasan, Jack Lee
  - CulturArte Prize: Eliza Boom